# Roman d'Alexandre
Le Roman d’Alexandre est un recueil de légendes concernant les exploits d'Alexandre le Grand. Source des différents miroirs des princes médiévaux, il fut, malgré la diversité des versions, l’un des livres les plus répandus au Moyen Âge, objet des premières traductions dans les langues vernaculaires d'Europe, mais traduit aussi en arménien, éthiopien, hébreu, syriaque, copte, persan, arabe, turc, malais... Dans la littérature française, le poème d'Alexandre de Paris Li romans d’Alixandre marque l’apparition du vers de douze syllabes, nommé depuis pour cette raison alexandrin.

## Composition

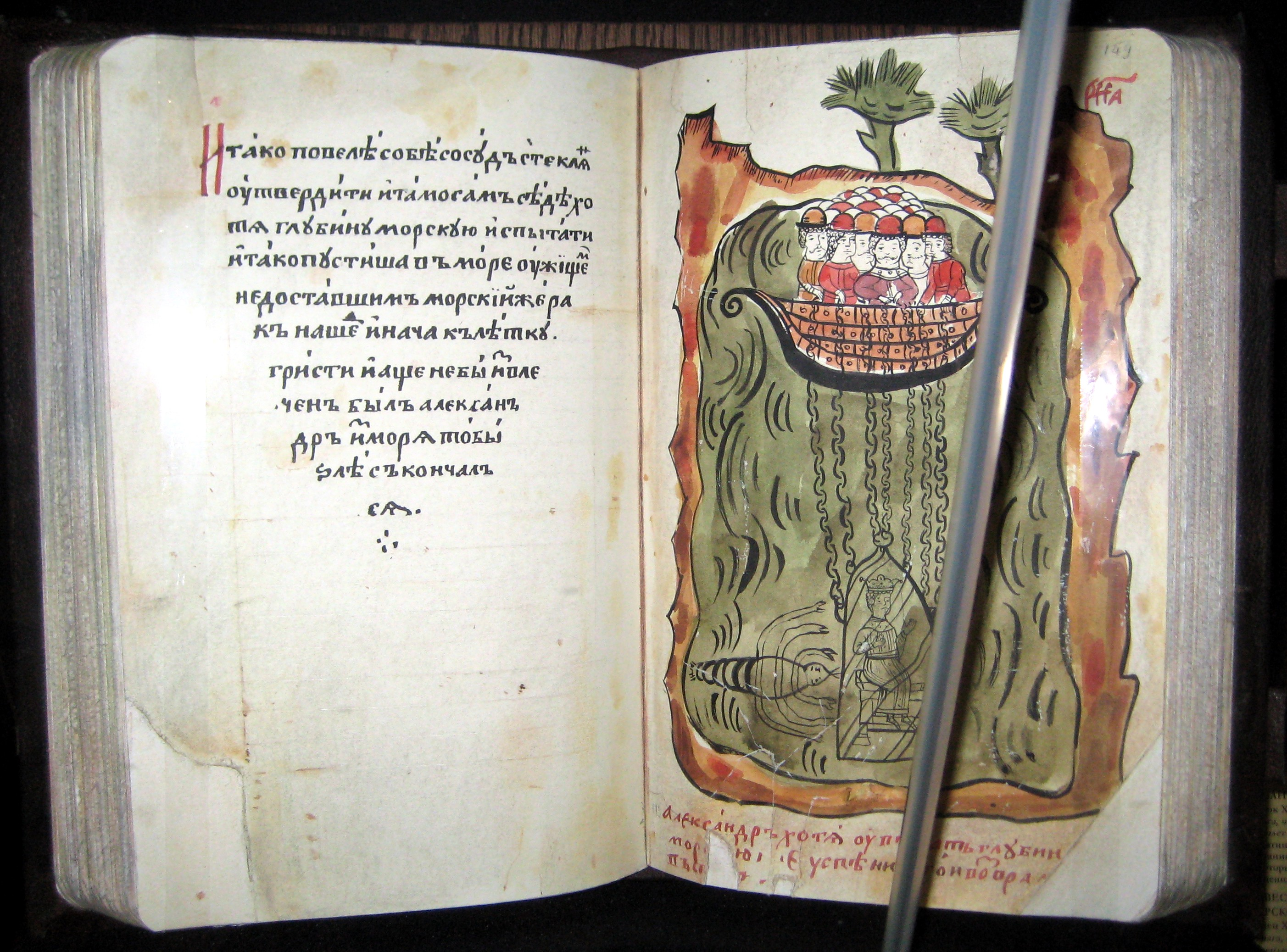
Édition serbo-croate du XVII.

Les premiers essais littéraires sur la vie d’Alexandre le Grand parurent peu après sa mort. En marge des écrits des biographes d'Alexandre, des hagiographies romancées commencèrent bientôt à se répandre et connurent en peu de temps une grande popularité. Elles présentaient Alexandre comme le conquérant et le maître du monde et furent faussement attribuées au biographe officiel d'Alexandre, Callisthène, ce qui explique qu'on en désigne souvent aujourd'hui le (ou les) auteur(s) sous le nom de Pseudo-Callisthène. Ces récits faisaient peu de distinction entre la réalité historique et la légende. D'abord essentiellement transmis par tradition orale, ils furent couchés à l'écrit ensuite.
Il existe quatre grandes traditions des vies d'Alexandre dans l'Antiquité : on les désigne par les lettres grecques α, β, γ et ε. On suppose aussi l'existence d'une cinquième tradition, δ, dont il ne semble subsister aujourd'hui aucun témoin mais qui serait à l'origine des variantes de la version syriaque du VIe siècle.
C'est d'abord en Orient (et surtout dans la littérature syriaque) que la geste d'Alexandre a connu une large diffusion romanesque. On en retrouve même des reflets dans la littérature arabe et des pays d'Islam (ainsi la vie d'Alexandre forme la trame du roman perse intitulé Iskandarnamah, œuvre d'un écrivain anonyme du XIIe siècle). En revanche certains textes anciens, comme les Histoires contre les païens de l'auteur chrétien Paul Orose, présentent le conquérant macédonien sous un jour nettement moins favorable (il y apparaît comme irascible et enclin à l’hubris).
La plus ancienne version latine du Roman d'Alexandre, celle de Julius Valerius Polemius, remonte au IVe siècle et constitue la tradition α. L’autre témoin latin important, élaboré, lui aussi à partir de sources grecques, est le récit de Léon de Naples, qui date du Xe siècle et a donné naissance à diverses versions postérieures. Il existe enfin une tradition λ, apparue vers 700 à partir d’interpolations des textes de la tradition β. En marge de ces différentes versions, on dispose de plusieurs fragments manuscrits sur papyrus et d’une inscription sur pierre, qui permettent de dater ces différentes traditions.

## Versions en langue vernaculaire
Au XIIe siècle, les premières versions du roman d'Alexandre en langue vernaculaire apparaissent en Europe, parmi lesquelles il faut mentionner d'abord les trois versions françaises, qui dans l'histoire de la littérature sont restées comme « le » Roman d’Alexandre : la première est l'œuvre d’Albéric de Pisançon, dont on n'a plus que quelques fragments épars (105 vers octosyllabes) et remonte à 1120 environ. C'est d'elle que fut traduite vers 1130 l’Alexanderlied du Père Lamprecht en langue tudesque. Une autre version en français, dont seuls des fragments consistant en 785 décasyllabes nous sont parvenus, a été composée par un auteur anonyme vers 1150. La troisième version a été composée vers 1180 par Alexandre de Paris en dialecte français (XIIe siècle) : elle comporte quatre branches en 16 000 vers dodécasyllabes, d'où le sens donné au terme « alexandrin ».
Augmenté ultérieurement par plusieurs auteurs anonymes puis mis en prose, le Roman d’Alexandre est l'un des premiers textes imprimés en France et connaît une grande vogue jusqu'en 1500. Dès 1240, Rodolphe d'Ems compose un Alexanderroman, où il évoque en quelque 21 000 vers l’éducation et les batailles d’Alexandre le Grand ; puis vers 1285, Ulrich von Etzenbach (de), trouvère à la cour praguoise du roi Venceslas, compose une version en haut-allemand en 30 000 vers du roman d’Alexandre. En 2012, Georges Bohas, membre de l'Institut universitaire de France, publie un récit anonyme le Roman d’Alexandre à Tombouctou découvert dans les manuscrits de Tombouctou et où Alexandre le voyageur figure sous l’appellation du Bicornu, son nom dans le Coran parce qu’il aurait tenu les deux cornes du monde entre ses mains.
Entre les Ve et XVIIIe siècles, le Roman d’Alexandre a été traduit dans de nombreuses langues — anglais, norrois, arménien, hébreu, syriaque, copte, persan, arabe, turc, malais, éthiopien, slave —, connaissant ainsi « des transmissions et une diffusion si vastes qu’il est cité au même rang que la Torah, la Bible et le Coran pour ces questions ». Au XIIIe siècle, le roman d'Alexandre est lu à la cour de Möngke.

### Éditions
- Alexandre de Bernay, « Roman d'Alexandre », sur bibliotheca Augustana, 1185
- Pseudo-Callisthène (trad. Gilles Bounoure et Blandine Serret), Le Roman d'Alexandre, Paris, Les Belles lettres, 1992
- Pseudo-Callisthène (trad. Aline Tallet-Bonvalot), Le Roman d'Alexandre, Paris, Garnier-Flammarion, 1994
- Health, Michael Zink, Le roman d'Alexandre, Paris, Le Livre de Poche, coll. « Lettres Gothiques », 1994, 863 p. (ISBN 2-253-06655-9)
- Gallica a mis en ligne un Ms du XIIIe siècle et de nombreux autres.